# 漢江鎮駅
漢江鎮駅（ハンガンジンえき）は大韓民国ソウル特別市龍山区漢南洞にある、ソウル交通公社6号線の駅である。駅番号は631。

## 歴史
当駅を含む、梨泰院駅から薬水駅間の4駅は、2000年12月15日に鷹岩駅 - 上月谷駅間が開通した際に一斉に開業する予定であったが、工事を担当していた信和建設の倒産により工事が遅延し、開業が遅れた
- 2001年3月9日 - ソウル特別市都市鉄道公社（当時）6号線の駅として開業[2]。
- 2017年5月31日 - ソウル特別市都市鉄道公社とソウルメトロが統合され、ソウル交通公社の駅となる[3]

## 駅構造

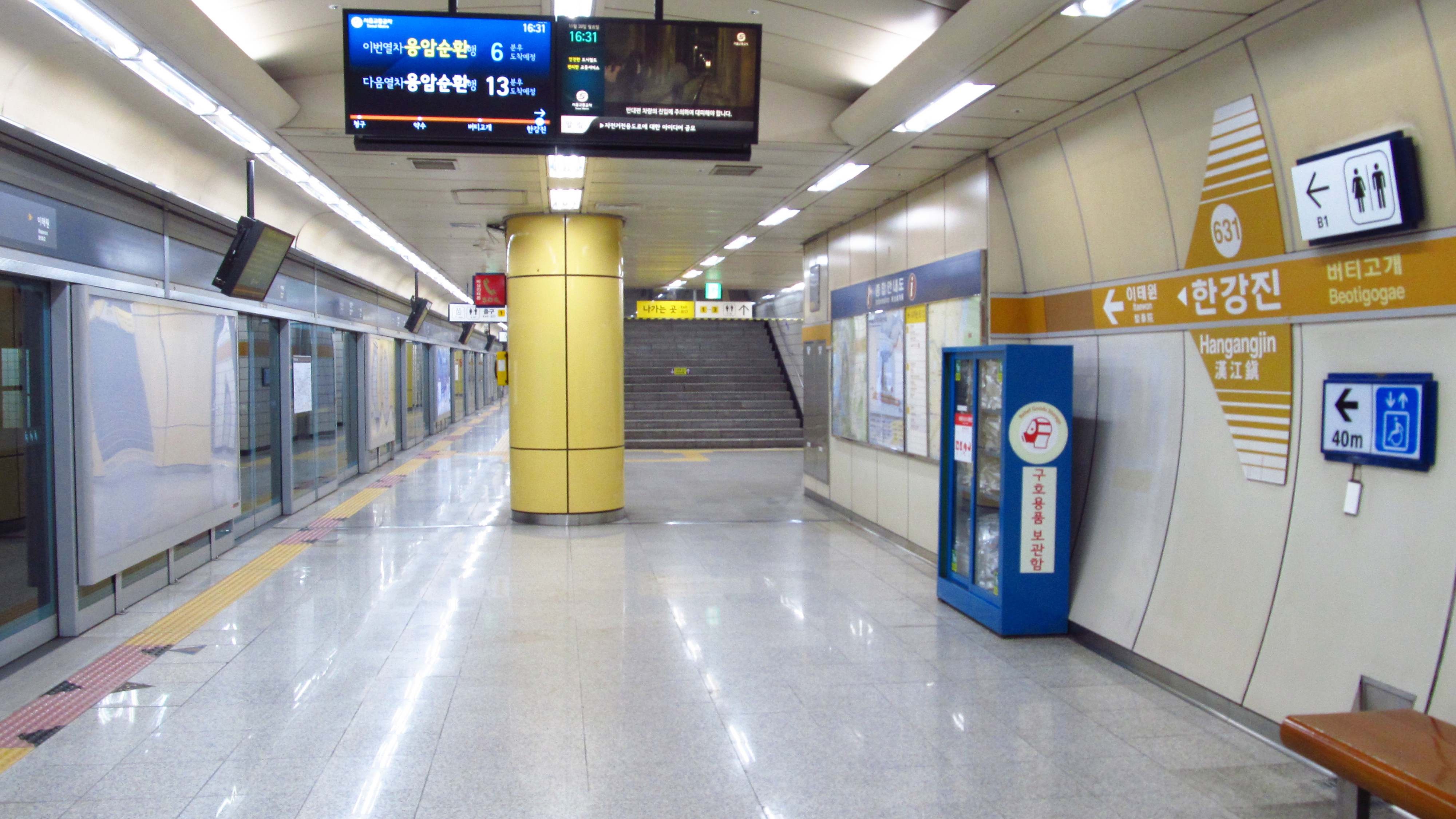
プラットホーム

相対式ホーム2面2線の地下駅。

### のりば
案内上ののりば番号は設定されていない。
| 上り | 6号線 | 三角地・孝昌公園前・合井・デジタルメディアシティ・鷹岩方面 |
| 下り | 6号線 | 東廟前・高麗大・石渓・泰陵入口・新内方面                   |

## 利用状況
近年の一日平均利用人員推移は下記のとおり。なお、2001年は開業日の3月9日から12月31日までの298日間の平均である。
| 路線  | 路線     | 2000年 | 2001年 | 2002年 | 2003年 | 2004年 | 2005年 | 2006年 | 2007年 | 2008年 | 2009年 | 出典  |
| ----- | -------- | ------ | ------ | ------ | ------ | ------ | ------ | ------ | ------ | ------ | ------ | ----- |
| 6号線 | 乗車人員 | 未開通 | 1,984  | 2,284  | 2,536  | 3,060  | 3,020  | 3,097  | 3,296  | 3,142  | 3,363  | [ 4 ] |
| 6号線 | 降車人員 | 未開通 | 2,129  | 2,515  | 2,821  | 3,371  | 3,491  | 3,634  | 3,883  | 3,621  | 3,927  | [ 4 ] |
| 6号線 | 乗降人員 | 未開通 | 4,114  | 4,800  | 5,357  | 6,431  | 6,511  | 6,732  | 7,179  | 6,763  | 7,290  | [ 4 ] |
| 路線  | 路線     | 2010年 | 2011年 | 2012年 | 2013年 | 2014年 | 2015年 |        |        |        |        | [ 4 ] |
| 6号線 | 乗車人員 | 3,701  | 4,421  | 5,854  | 6,356  | 6,469  | 6,268  |        |        |        |        | [ 4 ] |
| 6号線 | 降車人員 | 4,432  | 5,243  | 6,865  | 7,513  | 7,611  | 7,475  |        |        |        |        | [ 4 ] |
| 6号線 | 乗降人員 | 8,133  | 9,664  | 12,719 | 13,869 | 14,080 | 13,743 |        |        |        |        | [ 4 ] |

## 駅周辺
南山公園の南側に位置する。
- 駐韓パナマ大使館（朝鮮語版）
- 駐韓ガーナ大使館
- 駐韓ガボン大使館
- 駐韓シエラレオネ大使館
- 駐韓ウクライナ大使館（朝鮮語版）
- 駐韓ベルギー大使館（朝鮮語版）
- 駐韓ラオス大使館
- 駐韓スイス大使館（朝鮮語版）
- 駐韓タイ大使館（朝鮮語版）
- 駐韓ベラルーシ大使館
- 駐韓モロッコ大使館
- 駐韓パラグアイ大使館
- 駐韓ミャンマー大使館
- 駐韓イタリア大使館（朝鮮語版）
- 駐韓ブルガリア大使館
- サムスン美術館 Leeum
- ブルースクエア（朝鮮語版）
- TSエンターテイメント
- 南山野外植物園
- 南山1号トンネル

## 隣の駅
ソウル交通公社
 6号線
梨泰院駅 (630) - 漢江鎮駅 (631) - ポティゴゲ駅 (632)